# Salvador Sadurní
Salvador Sadurní Urpí (L'Arboç del Penedés, 3 aprile 1941) è un ex calciatore spagnolo, di ruolo portiere.
Giocò per il Barcellona dal 1961 al 1976, vincendo tre Trofei Zamora come miglior portiere della Primera División (1968-1969, 1973-1974, 1974-1975). Per numero di Zamora vinti è preceduto con cinque trofei dal suo predecessore tra i pali del Barcellona, Antoni Ramallets, e con quattro da Juan Acuña, portiere del Deportivo La Coruña negli anni quaranta. Totalizzò 10 presenze per la Nazionale spagnola tra il 1959 e il 1969, e fu il portiere di riserva delle Furie Rosse al Mondiale 1962 in Cile.
Difese la porta del CF Barcellona per 16 stagioni, tra il 1960 e il 1976, un record per la compagine catalana. In questo periodo conquistò diversi trofei con la sua squadra, sia internazionali (la Coppa delle Fiere) che nazionali (tre campionati spagnoli e tre Coppe di Spagna). Si distinse anche con numerosi premi individuali.

## Carriera

### Club

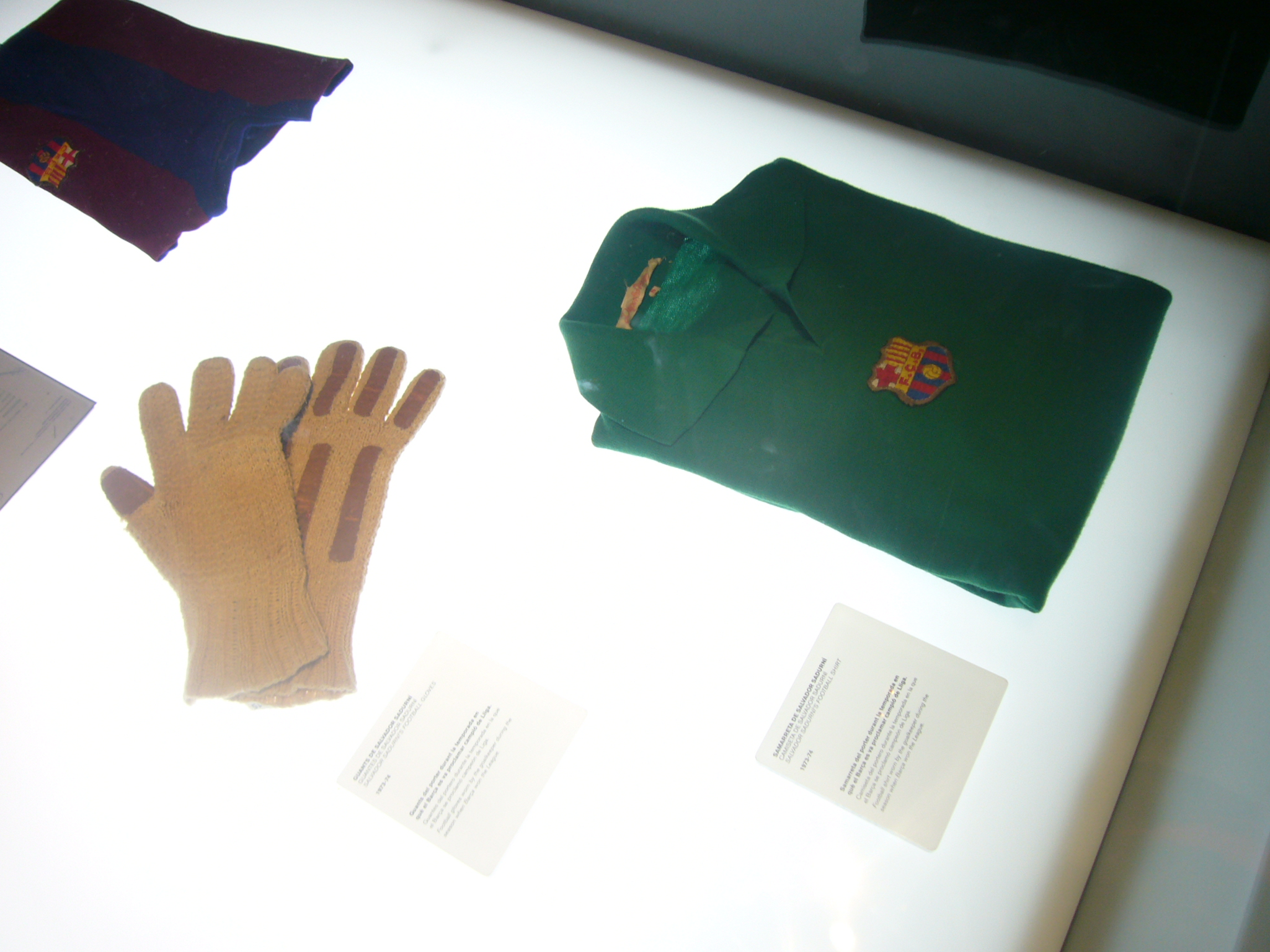
Guanti e maglia di Salvador Sadurní

Debuttò con il Barcellona l'11 maggio 1961, venendo schierato nell'undici iniziale in una gara in casa dello Sporting Gijón, al Molinón, vinta poi dai blaugrana per 2 a 4.
Fu tra il 1973 e il 1975 che visse il miglior periodo dal punto di vista professionale. Il direttivo del Barcellona aveva fatto importanti acquisti, come quello dell'olandese Johan Cruyff, considerato il miglior calciatore del mondo in quegli anni. Sadurní fu il portiere titolare di una squadra ricordata per il suo calcio spettacolare: quel Barça vinse la Liga, raggiunse le semifinali di Coppa dei Campioni e realizzò la celeberrima vittoria per 0-5 sul Real Madrid al Bernabéu.
Gli appassionati di calcio catalani si ricordano certamente a memoria la formazione di quel grande Barcellona: Sadurní, Rifé, Torres, Costas, de la Cruz, Juan Carlos, Rexach, Asensi, Cruyff, Sotil e Marcial. Anche se si è soliti ricordare soprattutto gli attaccanti, gli stessi Cruyff, Sotil e Rexach pubblicamente affermarono sempre che il segreto di quella squadra stava nella straordinaria solidità della difesa, guidata proprio da Sadurní.
Si ritirò nel 1976, a 35 anni di età. Il 1º settembre di quell'anno il Barcellona organizzò per lui e per i suoi compagni Antoni Torres e Joaquím Rifé, che si ritiravano anche loro, una fastosa gara d'addio, un'amichevole contro i francesi dello Stade de Reims, che vennero battuti dai Blaugrana per 2-0.

### Nazionale
Sadurní totalizzò 10 presenze per la Nazionale spagnola, incassando otto gol. Con lui tra i pali la Spagna vinse tre partite, ne pareggiò quattro e ne perse altre tre.
Fu convocato per la prima volta nel 1962, anno in cui partecipò come portiere di riserva delle Furie Rosse al Mondiale 1962 in Cile. Il suo debutto ufficiale avvenne l'8 gennaio 1963, a Barcellona contro la Francia: la gara terminò a reti inviolate.
Il suo ultimo match con la maglia della selezione spagnola su svolse a Helsinki, il 25 giugno 1966. In quell'incontro la Finlandia batté la Spagna per 2-0.
Fu più volte riserva del portiere basco José Ángel Iribar, indiscusso titolare spagnolo degli anni sessanta. Nel 1967, in occasione della gara in onore di Ricardo Zamora, grande portiere degli anni venti e trenta appena scomparso, Sadurní difese insieme ad Iribar la porta della nazionale spagnola: entrambi giocarono un tempo.

## Palmarès

### Club

#### Competizioni nazionali
- Campionato spagnolo: 1

Barcellona: 1973-1974
- Coppa di Spagna: 3

Barcellona: 1967-1968, 1973-1974, 1974-1975

#### Competizioni internazionali
- Coppa delle Fiere: 1

Barcellona: 1965-1966

### Individuale
- Trofeo Zamora: 3

1968-1969, 1973-1974, 1974-1975